# ムルシア大学
ムルシア大学（スペイン語: Universidad de Murcia）は、スペイン・ムルシア州ムルシアにある公立大学。略称はUM。学生数は約38,000人であり、公立・私立を含めたムルシア州最大の大学である。現在のムルシア大学は1915年設立。
前身のムルシア大学が設立されたのはカスティーリャ王アルフォンソ10世の治世の1272年のことであり、1218年設立のサラマンカ大学、1241年設立のバリャドリッド大学に続いてスペインで3番目に古い中世大学とされることもある。ムルシアには中心市街地にあるラ・メルセッド・キャンパス、中心市街地から5km北にあるエスピナルド・キャンパスという2つのキャンパスを有する。ムルシア市外ではサン・ハビエルにスポーツ科学部を、またロルカにもキャンパスを有する。

## 学部・学校・博士課程
ムルシア大学には、以下の学部、学校、博士課程がある。

### 学部

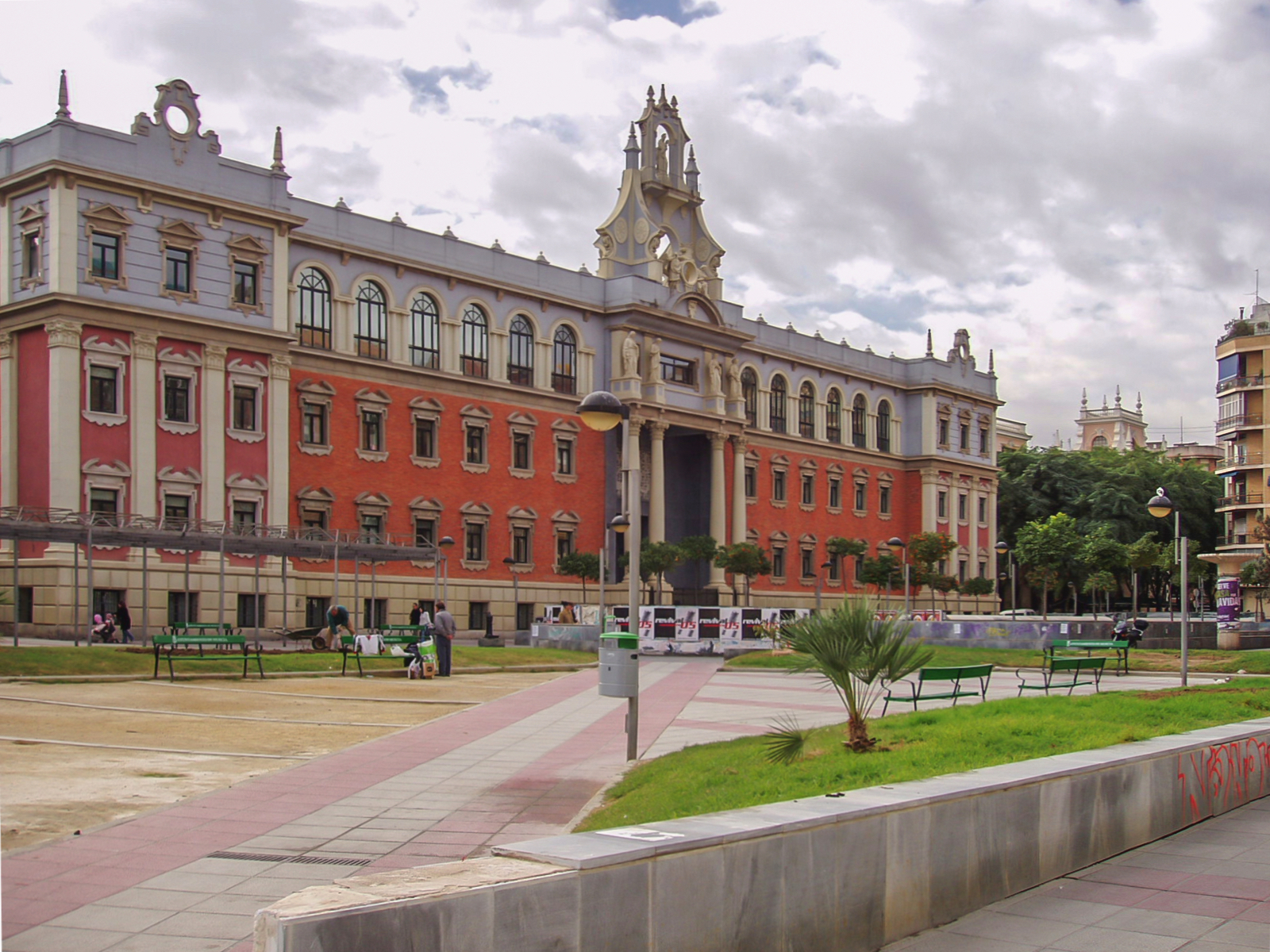
人文学部

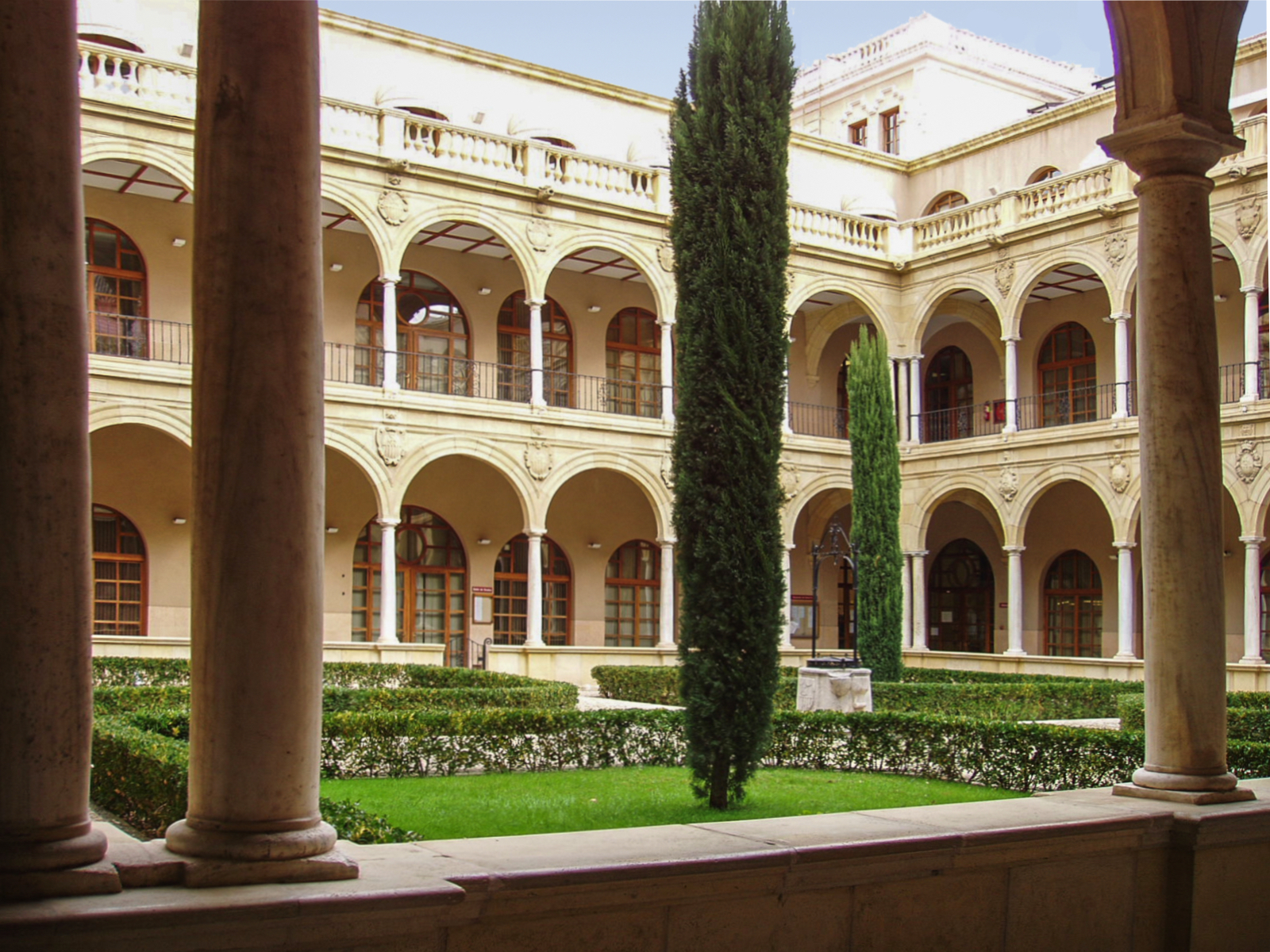
法学部

- 人文学部
- 芸術学部
- 法学部
- 経済・経営学部
- 記録情報学部
- 心理学部
- 教育学部
- 哲学部
- コンピュータ科学部
- スポーツ科学部
- 産業科学部
- 生物学部
- 数学部
- 医学部
- 化学部
- 獣医学部

### 学校
- ムルシア看護学校
- カルタヘナ看護学校
- 社会福祉学校
- 観光学学校

### 博士課程
- 法学
- 経済学
- 人文学
- 社会科学
- 実験科学
- 健康科学
- 数学
- 技術教育